# Cassolnovo
Cassolnovo é uma comuna italiana da região da Lombardia, província de Pavia, com cerca de 5.804 habitantes. Estende-se por uma área de 31 km², tendo uma densidade populacional de 187 hab/km². Faz fronteira com Abbiategrasso (MI), Cerano (NO), Gravellona Lomellina, Sozzago (NO), Terdobbiate (NO), Tornaco (NO), Vigevano.

## Demografia
| Variação demográfica do município entre 1861 e 2011                               |
|                                                                                   |
| Fonte: Istituto Nazionale di Statistica (ISTAT) - Elaboração gráfica da Wikipedia |